# Вигода (гміна Імельно)
Вигода (пол. Wygoda) — село в Польщі, у гміні Імельно Єнджейовського повіту Свентокшиського воєводства.
Населення — 145 осіб (2011).
У 1975-1998 роках село належало до Келецького воєводства.

## Демографія
Демографічна структура на день 31 березня 2011 року:
|          | Загалом | Допрацездатний вік | Працездатний вік | Постпрацездатний вік |
| -------- | ------- | ------------------ | ---------------- | -------------------- |
| Чоловіки | 70      | 9                  | 51               | 10                   |
| Жінки    | 75      | 12                 | 37               | 26                   |
| Разом    | 145     | 21                 | 88               | 36                   |